# Johannes Cochlæus

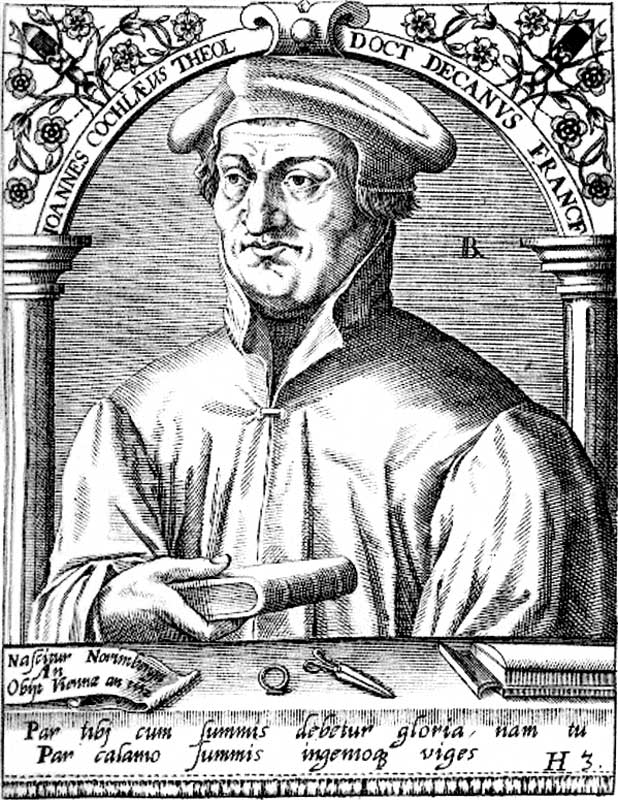
Johannes Cochlaeus.

Johannes Cochlæus, född 1479, död 10 januari 1552, var en tysk romersk-katolsk teolog.
Cochlæus var påverkad av humanismen och gick senare i kyrkans tjänst. Åren 1528–1539 var han hovkaplan hos hertig Georg av Sachsen. Cochlæus var en av Martin Luthers mest aggressiva motståndare och bekämpade lutherdomen i såväl skrift som genom de så kallade religionssamtalen.